# رموز الشرف عند البدو
يعد الشرف والعِرْض والكرم الضيافة والشجاعة أحد جوانب الأخلاق البدوية. تستند أنظمة العدالة البدوية على قوانين الشرف هذه، على الرغم من أن القوانين أصبحت غير صالحة في الوقت الحالي، لأن المزيد من البدو يقبلون الشريعة الإسلامية أو قوانين العقوبات الوطنية كوسيلة لإقامة العدل.

## العِرْض
يعد العِرْض رمز الشرف البدوي للمرأة. تولد المرأة وعرضها مُصان، لكن عندما يحدث الاعتداء الجنسي، يكون عرضها قد سُلِب. يختلف العِرْض عن العذرية لأن العِرْض مصطلح عاطفية ومفاهيمية. بمجرد الخسارة، لا يمكن استعادة العرض أبداً.

## الشرف
يعد الشرف الرمز الرئيسي لكرامة الرجل. من الممكن اكتسابها وزيادتها، ومن الممكن أيضاً فقدانها أو استعادتها. يشمل الشرف، أيضاً، حماية أعراض نساء الأسرة، وحماية الممتلكات، والحفاظ على شرف القبيلة وحماية القرية (بشرط استيطان القبيلة المكان المعين).
يتم تنظيم قصائد وأشعار عن شرف القبيلة البدوية المعنية، حيث تمتدح شجاعتها ومروءتها وحروبها، وغزواتها الشامخة، وتمجد وتعظم كرم شيخ القبيلة.

## الضيافة
ترتبط الضيافة إرتباطاً وثيقاً بالشرف عند البدو. والكرم عند البدو يعد خصلة مميزة يعترف بها حتى العدو. إذا لزم الأمر، يجب توفير المأوى والطعام للضيف، حتى إن كان الضيف عدواً، لبضعة أيام. ولا يعفي المرء من واجبات الضيافة إن كان فقيراً. الكرم فضيلة مرتبطة به، وفي العديد من المجتمعات البدوية، يجب تقديم الهدايا ولا يمكن رفضها. يتم رعاية المعوزين والفقراء من قبل المجتمع، وتعد الضرائب العشرية إلزامية في العديد من المجتمعات البدوية.

## الحماسة
ترتبط الحماسة و الشجاعة والإقدام إرتباطاً وثيقاً بالشرف، تشمل الشجاعة على الرغبة في الدفاع عن القبيلة لغرض العصبية القبيلة (مثل التضامن القبلي والتوازن). ترتبط الحماسة، أيضاً، ارتباطًا وثيقًا بالرجولة. عادة ما تستلزم الحماسة القدرة على تحمل الألم، بما في ذلك ختان الذكور.
ويجب أن يتميز شيخ العشيرة عند البدو بالحزم والشجاعة والحماسة، حتى يكتسـب الاحترام بين أفراد العشيرة البدوية. عادة ما يكون الشيخ المعترف به هو الأنسب جسماً وعقلاً و الأكثر شجاعة وحماساً.